# Liste du patrimoine culturel immatériel de l'humanité au Niger
Cet article recense les pratiques inscrites au patrimoine culturel immatériel au Niger.

## Statistiques
Le Nigerratifie la convention pour la sauvegarde du patrimoine culturel immatériel le 27 avril 2007. La première pratique protégée est inscrite en 2013.
En 2016, le Niger compte 2 éléments inscrits au patrimoine culturel immatériel, tous sur la liste représentative.

## Listes

### Liste représentative
Les éléments suivants sont inscrits sur la liste représentative du patrimoine culturel immatériel de l'humanité.
| Élément                                                                                              | Type                                              | Subdivision | Année | Lien  | Notes                             | Illus. |
| --- | ------------------------------------------------- | ----------- | ----- | ----- | --------------------------------- | ------ |
| Les pratiques et savoirs liés à l’imzad des communautés touarègues de l’Algérie, du Mali et du Niger | arts du spectacle                                 |             | 2013  | 00891 | Partagé avec l'Algérie et le Mali |        |
| Pratiques et expressions de la parenté à plaisanterie au Niger                                       | pratiques sociales, rituels et événements festifs |             | 2014  | 01009 |                                   |        |

### Patrimoine immatériel nécessitant une sauvegarde urgente
Le Niger ne compte aucun élément inscrit sur la liste du patrimoine immatériel nécessitant une sauvegarde urgente.

### Registre des meilleures pratiques de sauvegarde
Le Niger ne compte aucune pratique listée au registre des meilleures pratiques de sauvegarde.